# Форххайм (Кайзерштуль)
Форххайм (нем. Forchheim) — община в Германии, в земле Баден-Вюртемберг. 
Подчиняется административному округу Фрайбург. Входит в состав района Эммендинген.  Население составляет 1227 человек (на 31 декабря 2010 года). Занимает площадь 10,78 км².